# Zhaire Smith
Zhaire Jahi-ihme Smith, né le 4 juin 1999 à Garland (Texas), est un joueur américain de basket-ball évoluant aux postes d'arrière et ailier.

## Carrière universitaire
Zhaire Smith joue pour l'équipe du lycée Lakeview Centennial avant de rejoindre en avril 2017 l'université Texas Tech et l'équipe des Red Raiders de Texas Tech.
À l'issue de la saison NCAA 2017-2018, il se déclare candidat à la draft 2018 de la NBA.

## Carrière professionnelle
Zhaire Smith est drafté en 2018 en 16e position par les Suns de Phoenix. 

### Philadelphia 76ers (2018-2020)
Il est immédiatement envoyé aux 76ers de Philadelphie dans un échange à trois franchises comprenant un premier tour de draft du Heat de Miami en 2021 et Mikal Bridges. Le 2 juillet 2018, il signe avec les 76ers. Le 6 août, durant le camp d'été des 76ers, il se fracture le pied. Il est opéré avec succès le 10 août. Un mois plus tard, en septembre, Smith subit une thoracoscopie en raison d’une réaction allergique liée à l’ingestion de sésame, ce qui cause d’autres problèmes sur le chemin de la guérison. Le directeur général, Elton Brand, exprime des doutes sur sa capacité à jouer avec les 76ers en saison régulière, Smith fait ses débuts avec les Blue Coast du Delaware pour la NBA G League le 1er mars 2019 contre les Red Claws du Maine. Il fait enfin ses débuts en NBA le 25 mars 2019 contre le Magic d'Orlando.
En juillet 2020, en raison d'une blessure au genou, il manque la reprise de la NBA (après l'arrêt du championnat en raison de la pandémie de Covid-19) à Orlando. Il n'aura donc joué que sept matches durant la saison 2019-2020.
Le 22 novembre 2020, il est envoyé aux Pistons de Détroit en échange de Tony Bradley. Il est coupé 10 jours plus tard.

### Memphis Hustle (2021)
Zhaire Smith s'engage avec les Grizzlies de Memphis le 15 décembre 2020. Il est coupé en suivant par les Grizzlies mais ces derniers conservent les droits du joueur afin de pouvoir l'envoyer évoluer avec les Hustle de Memphis en G League. Le 26 janvier 2021, il est annoncé dans le roster des Hustle pour la saison 2021 de G-League. En février 2021, il n'avait pas encore rejoint la bulle d'Orlando où se déroule l'intégralité de la saison 2021 alors que son équipe s'y trouve déjà. Fin février 2021, il n'avait pas encore joué le moindre match et sa participation à la saison semble compromise. Finalement, fin février 2021, les Hustle retirent Zhaire Smith de leur roster pour l'issue de la saison. Il n'aura donc joué aucun match de la saison 2021 de G League.
Agent libre, il ne joue pas de la saison 2021-2022 afin de soigner sa blessure au genou.
En février 2024, il s'engage pour 10 jours avec les Cavaliers de Cleveland mais ne rentre pas en jeu sous leur maillot.

## Statistiques

### En NBA
| Saison    | Equipe                | Match | Titulaire | Min./m | % Tir | % 3pts | % LF  | Rbds/m. | Pass/m. | Int./m. | Ctr./m. | Pts/m. |
| --------- | --------------------- | ----- | --------- | ------ | ----- | ------ | ----- | ------- | ------- | ------- | ------- | ------ |
| 2018-2019 | 76ers de Philadelphie | 06    | 02        | 018,5  | 041,2 | 037,5  | 075,0 | 02,2    | 01,7    | 00,3    | 00,3    | 06,7   |
| 2019-2020 | 76ers de Philadelphie | 07    | 0         | 04,6   | 027,3 | 00,0   | 050,0 | 00,3    | 00,3    | 00,4    | 00,0    | 01,1   |
| Total     | Total                 | 13    | 2         | 11,0   | 37,8  | 31,6   | 66,7  | 1,2     | 0,9     | 0,4     | 0,2     | 3,7    |

### En G-League
| Saison    | Equipe                 | Match | Titulaire | Min./m | % Tir | % 3pts | % LF  | Rbds/m. | Pass/m. | Int./m. | Ctr./m. | Pts/m. |
| --------- | ---------------------- | ----- | --------- | ------ | ----- | ------ | ----- | ------- | ------- | ------- | ------- | ------ |
| 2018-2019 | Blue Coats du Delaware | 011   | 05        | 022,6  | 041,0 | 020,0  | 066,7 | 03,0    | 01,5    | 00,3    | 00,6    | 07,2   |
| 2019-2020 | Blue Coats du Delaware | 028   | 025       | 028,2  | 053,0 | 037,6  | 071,4 | 03,1    | 02,0    | 00,8    | 00,4    | 13,5   |
| Total     | Total                  | 39    | 30        | 26,6   | 50,3  | 34,5   | 70,3  | 3,1     | 1,9     | 0,6     | 0,5     | 11,7   |

## Records sur une rencontre en NBA
Les records personnels de Zhaire Smith en NBA sont les suivants, :
| Type de statistique        | Saison régulière | Saison régulière   | Saison régulière | Playoffs | Playoffs             | Playoffs      |
| Type de statistique        | Record           | Adversaire         | Date             | Record   | Adversaire           | Date          |
| -------------------------- | ---------------- | ------------------ | ---------------- | -------- | -------------------- | ------------- |
| Points                     | 17               | Bulls de Chicago   | 10 avril 2019    | -        | -                    | -             |
| Paniers marqués            | 7                | Bulls de Chicago   | 10 avril 2019    | -        | -                    | -             |
| Paniers tentés             | 13               | Bulls de Chicago   | 10 avril 2019    | -        | -                    | -             |
| Paniers à 3 points réussis | 2                | Bulls de Chicago   | 10 avril 2019    | -        | -                    | -             |
| Paniers à 3 points tentés  | 5                | 2 fois             | 2 fois           | -        | -                    | -             |
| Lancers francs réussis     | 3                | Bucks de Milwaukee | 4 avril 2019     | -        | -                    | -             |
| Lancers francs tentés      | 4                | Bucks de Milwaukee | 4 avril 2019     | -        | -                    | -             |
| Rebonds offensifs          | 2                | Bulls de Chicago   | 10 avril 2019    | -        | -                    | -             |
| Rebonds défensifs          | 3                | Bucks de Milwaukee | 4 avril 2019     | -        | -                    | -             |
| Rebonds totaux             | 4                | Bulls de Chicago   | 10 avril 2019    | -        | -                    | -             |
| Passes décisives           | 5                | Bulls de Chicago   | 10 avril 2019    | -        | -                    | -             |
| Interceptions              | 1                | 5 fois             | 5 fois           | 1        | @ Raptors de Toronto | 27 avril 2019 |
| Contres                    | 1                | 2 fois             | 2 fois           | -        | -                    | -             |
| Balles perdues             | 2                | 2 fois             | 2 fois           | -        | -                    | -             |
| Minutes jouées             | 32               | Bulls de Chicago   | 10 avril 2019    | 4        | @ Raptors de Toronto | 27 avril 2019 |

- Double-double : 0
- Triple-double : 0

Dernière mise à jour : 12 novembre 2020